# Katty García
Katty García (sinh năm 1988) là một nữ diễn viên khiêu dâm, nữ diễn viên sân khấu và truyền hình người Ecuador, đóng vai Beverly trong telenovela 3 familias của Nepavisa.

## Rạp hát
- Toda esta tinya noche
- Ay mamá
- Hola, soy tu vagina
- Tres Familias

## Truyền hình
- Lịch sử cá nhân
- El exitoso Lcdo. Cardoso
- Aída
- La Pareja Feliz 5
- Vivos
- 3 Familias